# SPAR Premium League 1 2018/19
Die Spielzeit 2018/19 war die 49. reguläre Spielzeit der SPAR Premium League 1 im Handball der Frauen in der Schweiz. Die Saison begann am 1. September 2018.

## Modus
8 Mannschaften spielten eine Hauptrunde, die mit einer Doppelrunde ausgetragen wurde (14 Spiele).
Die Teams auf den Rängen 1–4 bestritten eine Finalrunde. Diese wurde mittels Vierfachrunde ausgetragen. Punkte und Tore der Hauptrunde wurden in die Finalrunde übernommen. Die Mannschaften auf den Rängen 1 und 2 der Finalrunde spielten eine «Best of Three». Der Sieger war Schweizer Meister.
Modus der Auf-/Abstiegsrunde: 6 Mannschaften. Die Teams der SPL1-Hauptrunde Rang 5–8 und die Teams SPL2 Rang 1 und 2 (ohne Zweitteams) spielten zusammen die Auf-/Abstiegsrunde mittels einer Doppelrunde (10 Spiele). Rang 1–4 spielten in der darauffolgenden Saison in der SPL1.

## Hauptrunde

### Rangliste
| Pl.                               |  | Verein              | Sp. | S | U | N | Tore  | Diff. | Punkte |
| --------------------------------- |  | ------------------- | --- | - | - | - | ----- | ----- | ------ |
| 1.                                |  | Spono Eagles (M)(C) | 0   | 0 | 0 | 0 | 00:00 | ±0    | 00:00  |
| 2.                                |  | LC Brühl Handball   | 0   | 0 | 0 | 0 | 00:00 | ±0    | 00:00  |
| 3.                                |  | LK Zug              | 0   | 0 | 0 | 0 | 00:00 | ±0    | 00:00  |
| 4.                                |  | DHB Rotweiss Thun   | 0   | 0 | 0 | 0 | 00:00 | ±0    | 00:00  |
| 5.                                |  | HSG Leimental (A)   | 0   | 0 | 0 | 0 | 00:00 | ±0    | 00:00  |
| 6.                                |  | Yellow Winterthur   | 0   | 0 | 0 | 0 | 00:00 | ±0    | 00:00  |
| 7.                                |  | HV Herzogenbuchsee  | 0   | 0 | 0 | 0 | 00:00 | ±0    | 00:00  |
| 8.                                |  | GC Amicitia Zürich  | 0   | 0 | 0 | 0 | 00:00 | ±0    | 00:00  |
| Quelle: SHV, Stand: 10. Juni 2018 |  |                     |     |   |   |   |       |       |        |

| Zum Hauptrundenende 2018/19: |                                                                                   |
|                              |                                                                                   |
|                              | Qualifikation für die Finalrunde                                                  |
|                              | Abstiegsrunde                                                                     |
|                              |                                                                                   |
| Zum Saisonende 2017/18:      |                                                                                   |
| (M)                          | Schweizer Meister 2017/18: Spono Eagles                                           |
| (C)                          | Cup-Sieger 2017/18: Spono Eagles                                                  |
| (A)                          | Aufsteiger aus der Nationalliga B 2016/17: GC Amicitia Zürich, HV Herzogenbuchsee |